# فريدريك موريس
فريدريك موريس (بالإنجليزية: Frederick Morris)‏ هو متسابق يخت أمريكي، ولد في 11 أغسطس 1905 في Wyncote, Pennsylvania ‏ في الولايات المتحدة، وتوفي في 10 نوفمبر 1971 في Plymouth Meeting, Pennsylvania ‏ في الولايات المتحدة.

## وصلات خارجية
- فريدريك موريس على موقع أوليمبيديا (الإنجليزية)